# Bonifacy IX
Bonifacy IX (łac. Bonifacius IX, właśc. Pietro Tomacelli; ur. ok. 1350 w Neapolu, zm. 1 października 1404 w Rzymie) – papież w okresie od 2 listopada 1389 do 1 października 1404.

## Życiorys

### Dzieciństwo i młodość
Urodził się w Neapolu, pochodził z rodziny arystokratycznej. W grudniu 1381 papież Urban VI, z którym łączyło go odległe pokrewieństwo, mianował go kardynałem diakonem San Giorgio in Velabro, a następnie ok. 1387 kardynałem prezbiterem S. Anastasiae.

### Pontyfikat
Bezpośrednio po wyborze na papieża Bonifacego, antypapież Klemens VII, urzędujący w Awinionie ekskomunikował go, za co nowo wybrany papież odwdzięczył się tym samym. W 1391 potępił propozycję zwołania soboru w celu zakończenia wielkiej schizmy zachodniej, a także przeciągnął na swoją stronę kilku kardynałów, którzy w przeszłości odwrócili się od Urbana VI. Bonifacy IX zmuszony był siłą przywrócić swoją władzę w Watykanie. Pierwszorzędne znaczenie miało dla niego królestwo Neapolu, w którym rządził Ludwik II Andegaweński, mianowany przez Klemensa VII. Papież jednak 29 maja 1390 roku, koronował na króla Władysława I, syna Karola III. Walki pomiędzy frakcjami trwały tam około 10 lat, jednak dzięki najemnikom Bonifacego, Władysław I objął we władanie Neapol. Bonifacy nie stronił jednak od nepotyzmu, mianując dwóch swoich braci władcami Spoleto i Ankony.
Zamieszki, które wybuchły w Rzymie w 1392 r. zmusiły papieża do opuszczenia swojej siedziby i przeniesienia się do Perugii, a następnie do Asyżu. Wykorzystując spisek zawarty przeciw sobie w 1398 r. Bonifacy IX obalił niezależną republikę i sam powołał nowych senatorów. Jego wojska zajęły strategiczne miejsca w Rzymie dzięki czemu odzyskał pełne panowanie w tym mieście. Po śmierci antypapieża Klemensa, Bonifacy odrzucił wszelkie propozycje zakończenia schizmy, a nawet propozycję bezpośredniego spotkania z nowym antypapieżem, Benedyktem XIII.

### Zasługi
Dużą zasługą Bonifacego IX było odrestaurowanie Zamku św. Anioła, jak i przejścia między zamkiem a siedzibą papieży. Miał swój wkład w reorganizację floty oraz w budowę punktów obronnych u wybrzeży Morza Tyrreńskiego, a także w rozwój uniwersytetów w Heidelbergu, Kolonii i Erfurcie. Bonifacy IX w 1389 r. nakazał obchodzić w całym Kościele katolickim święto Nawiedzenia Najświętszej Maryi Panny. Obchodzi się je obecnie w Kościele 31 maja. W 1391 i 1398 wydał bullę protekcyjną dla arcybiskupstwa gnieźnieńskiego i biskupstwa wileńskiego. Poparł Polskę podczas walk z Zakonem Krzyżackim i zakazał mu ataków na Litwę. W 1397 r. utworzył w Akademii Krakowskiej wydział teologiczny. 7 października 1391 dokonał kanonizacji Brygidy Szwedzkiej.
Od ustanowionych przez Bonifacego IX horrendalnie wysokich podatków, pochodzi przysłowie „annaty Bonifacjańskie”.

### Śmierć
Został pochowany w bazylice św. Piotra.